# Bušćak
Bušćak je naseljeno mjesto u općini Konjic, Federacija Bosne i Hercegovine, BiH.

## Stanovništvo

### 1991.
Nacionalni sastav stanovništva 1991. godine, bio je sljedeći:
ukupno: 136
- Hrvati – 72
- Muslimani – 63
- ostali, neopredijeljeni i nepoznato – 1

### 2013.
Nacionalni sastav stanovništva 2013. godine, bio je sljedeći:
ukupno: 15
- Bošnjaci – 15

## Etničko čišćenje
Armija BiH napala je selo 14. ožujka 1993. Sve hrvatske kuće su spaljene i opljačkane, a stanovništvo protjerano.
Žrtve:
- Miroslav (Josipov) Majić (1968.), više prostrijelnih rana iz vatrenog oružja, na čelo nožem urezano slovo "U"
- Branko (Jakovov) Majić (1963.)
- Slavko (Ljubanov) Majić (1959.)

## Vanjske poveznice
- Satelitska snimka  Arhivirana inačica izvorne stranice od 15. veljače 2021. (Wayback Machine)